# Jessie Daams
Jessie Daams (Neerpelt, 28 mei 1990) is een Belgisch voormalige wielrenster, die zich toelegt op baanwielrennen en wegwielrennen.
Ze debuteerde in 1998 en ze reed sinds 2009 voor Topsport Vlaanderen, Garmin-Cervélo, AA Drink-Leontien.nl en Boels Dolmans Cycling Team. Sinds 2015 rijdt ze voor de Belgische wielerploeg Lotto Soudal Ladies.
Jessie Daams is een dochter van Hans Daams.

## Carrière

### 2005 - 2007
In 2005 haalde ze zilver op het Belgisch kampioenschap wielrennen voor dames nieuwelingen in Vezin.
In 2006 haalde ze brons op het Belgisch kampioenschap tijdrijden voor dames nieuwelingen in Wachtebeke en voor het tweede jaar op rij zilver op het Belgisch kampioenschap wielrennen voor dames nieuwelingen in Erpe-Mere.
In 2007 werd ze in Beveren derde op het Belgisch kampioenschap wielrennen voor dames junioren. Eerder dat jaar was ze al kampioene van Limburg geworden in tijdrijden.

### 2008
In 2008 reed ze in Kaapstad samen met Jolien D'Hoore en Evelyn Arys op de Wereldkampioenschappen baanwielrennen voor junioren ploegentijdrit en behaalden ze brons. Met dezelfde ploeg eindigde ze op het Wereldkampioenschappen baanwielrennen 2008 elite ploegenachtervolging zevende en laatste in Manchester en haalden ze op het Europees Kampioenschap baanwielrennen ploegenachtervolging in Pruszków zilver. Op 4 juli 2008 reed ze in Stresa op het Europees Kampioenschap junioren op de weg en behaalde daar brons in de sprint nipt geklopt door Valentina Scandolara en Valeriya Kononenko in eenzelfde tijd. Ze werd tot slot tweede in het Belgisch kampioenschap tijdrijden voor dames junioren 2008 in Moeskroen.

### 2009 - 2011
Op het Wereldkampioenschappen baanwielrennen 2009 in Pruszków werd ze samen met Jolien D'Hoore en Kelly Druyts negende op de ploegenachtervolging. Op het Europees Kampioenschap baanwielrennen voor junioren 2009 in Minsk haalde deze drie een tweede plaats in de ploegenachtervolging. Op het Belgisch Kampioenschap baanwielrennen ploegenachtervolging 2009 haalde ze goud met D'Hoore en Druyts. 
Op het Wereldkampioenschappen baanwielrennen 2010 in Kopenhagen werd ze samen met D'Hoore en Druyts negende op de ploegenachtervolging. Op het Europees Kampioenschap baanwielrennen voor junioren 2010 in Sint-Petersburg haalde ze goud in de ploegenachtervolging samen met Jolien D'Hoore en Kelly Druyts.
Op het Wereldkampioenschappen baanwielrennen 2011 in Apeldoorn werd ze samen met Jolien D'Hoore en Els Belmans tiende op de ploegenachtervolging. Datzelfde jaar eindigde ze ook derde op de Cauberg in Valkenburg in de Boels Rental Hills Classic en vijfde op het BK dames elite tijdrijden.

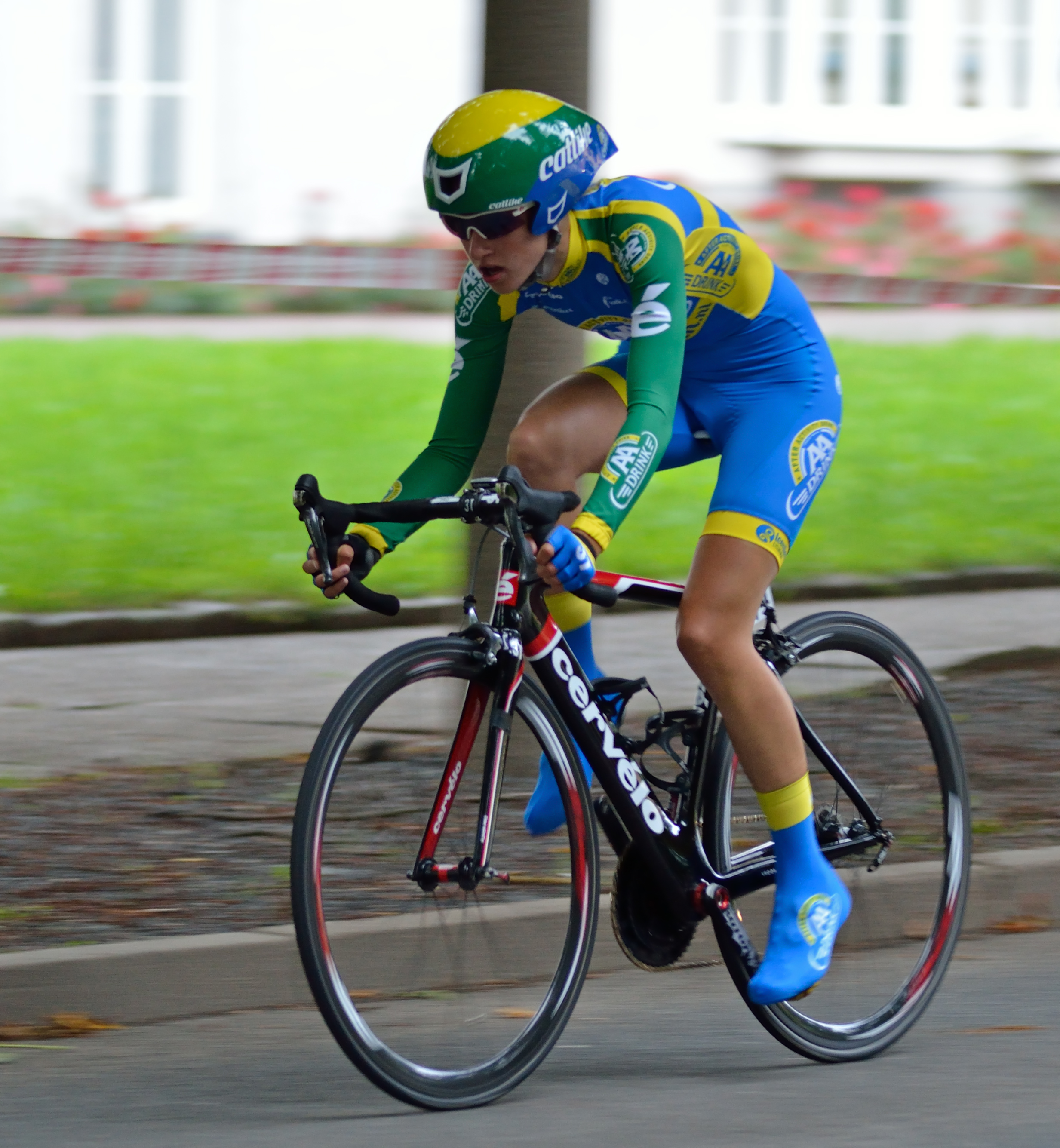
Daams in Thüringen, 2012

### 2012
Op 24 juni 2012 werd Daams in Geel derde op het Belgisch kampioenschap wielrennen voor dames elite. Een maand later haalde ze een dagoverwinning in de zesde en laatste etappe van de Thüringen Rundfahrt der Frauen op 22 juli 2012 in Zeulenroda. Een dag eerder was ze in Schmölln al als derde geëindigd. In het eindklassement van die tour haalde ze de tiende plaats op 2'55" van  eindwinnaar Judith Arndt. Op het Wereldkampioenschappen wielrennen 2012 behaalde ze samen met Chantal Blaak, Lucinda Brand, Sharon Laws, Emma Pooley en Kirsten Wild van AA Drink-Leontien.nl brons in de ploegentijdrit merkenploegen op 16 september. In de wegrit elite op 22 september werd ze 17de als eerste Belg op 4'37" van Marianne Vos. 

### 2013 - 2015
In 2013 haalde ze de tiende plaats in de Waalse Pijl en vierde op het Belgisch kampioenschap wielrennen voor dames elite. Ze werd dat jaar ook de laureate van de Flandrienne-Trofee.
Met haar ploeg Boels Dolmans Cycling Team werd Daams vijfde tijdens de ploegentijdrit op de Wereldkampioenschappen wielrennen 2014 in het Spaanse Ponferrada. Ze werd dat jaar zesde op het Belgisch kampioenschap tijdrijden en vijfde in 2015. Tijdens de Europese Spelen 2015 in Bakoe finishte Daams in het peloton op de 16e plek; Sofie De Vuyst werd beste Belgische op de 12e plek.

### 2016
Na de vijfde plek in Durango-Durango Emakumeen Saria op 12 april, moest Daams in de hierop volgende rittenkoers Emakumeen Bira vroegtijdig afstappen tijdens de derde etappe. Eén week later haalde ze wel nog de finish in de Waalse Pijl, maar eind april moest ze ook in de Tsjechische rittenkoers Gracia Orlová opgeven tijdens de tweede etappe. Hierna werd bij haar een bloedstollingsziekte geconstateerd. Haar Olympische droom voor Rio moest ze hierdoor laten varen. Ze startte wel nog in augustus in de Erondegemse Pijl, maar nam erna een periode rust.

## Palmares

### Weg
2005
- BK wegrit nieuwelingen

2006
- BK tijdrit nieuwelingen
- BK wegrit nieuwelingen

2007
- Limburgs kampioenschap tijdrijden
- BK wegrit junioren

2008
- EK wegrit junioren
- BK tijdrit junioren

2011
- Boels Rental Hills Classic
- 5e BK tijdrit elite

2012
- Gent-Wevelgem
- BK wegrit elite
- WK ploegentijdrit (met AA Drink-Leontien.nl)
- Etappe 6 Thüringen Rundfahrt der Frauen
- 10e eindklassement Thüringen Rundfahrt der Frauen
- 17e WK wegrit elite

2013
- 10e Waalse Pijl
- 4e BK wegrit elite

2014
- 5e WK Ploegentijdrit (met Boels Dolmans)
- 6e BK tijdrit elite

2015
- 5e BK tijdrit elite
- 6e Durango Durango Emakumeen Saria
- 16e Europese Spelen (wegrit), Bakoe

2016
- 5e Durango-Durango Emakumeen Saria
- 5e in 1e etappe Gracia Orlová

### Piste
| Jaar | BK                                  | EK                                                            | WK                                                            |
| ---- | ----------------------------------- | ------------------------------------------------------------- | ------------------------------------------------------------- |
| 2008 |                                     | junioren ploegenachtervolging                                 | junioren ploegenachtervolging · 7e elite ploegenachtervolging |
| 2009 | ploegenachtervolging · elite omnium | junioren ploegenachtervolging                                 | 9e ploegenachtervolging                                       |
| 2010 |                                     | junioren ploegenachtervolging · 5e elite ploegenachtervolging | 9e elite ploegenachtervolging                                 |
| 2011 |                                     | 6e elite ploegenachtervolging                                 | 10e elite ploegenachtervolging                                |

## Ploegen
- 2009 -  Topsport Vlaanderen Thompson Ladies Team
- 2010 -  Topsport Vlaanderen-Thompson Ladies Team
- 2011 -  Garmin-Cervélo
- 2012 -  AA Drink-Leontien.nl
- 2013 -  Dolmans-Boels Cycling Team
- 2014 -  Boels Dolmans Cycling Team
- 2015 -  Lotto Soudal Ladies
- 2016 -  Lotto Soudal Ladies
- 2017 -  Lotto Soudal Ladies